# Plasmodio

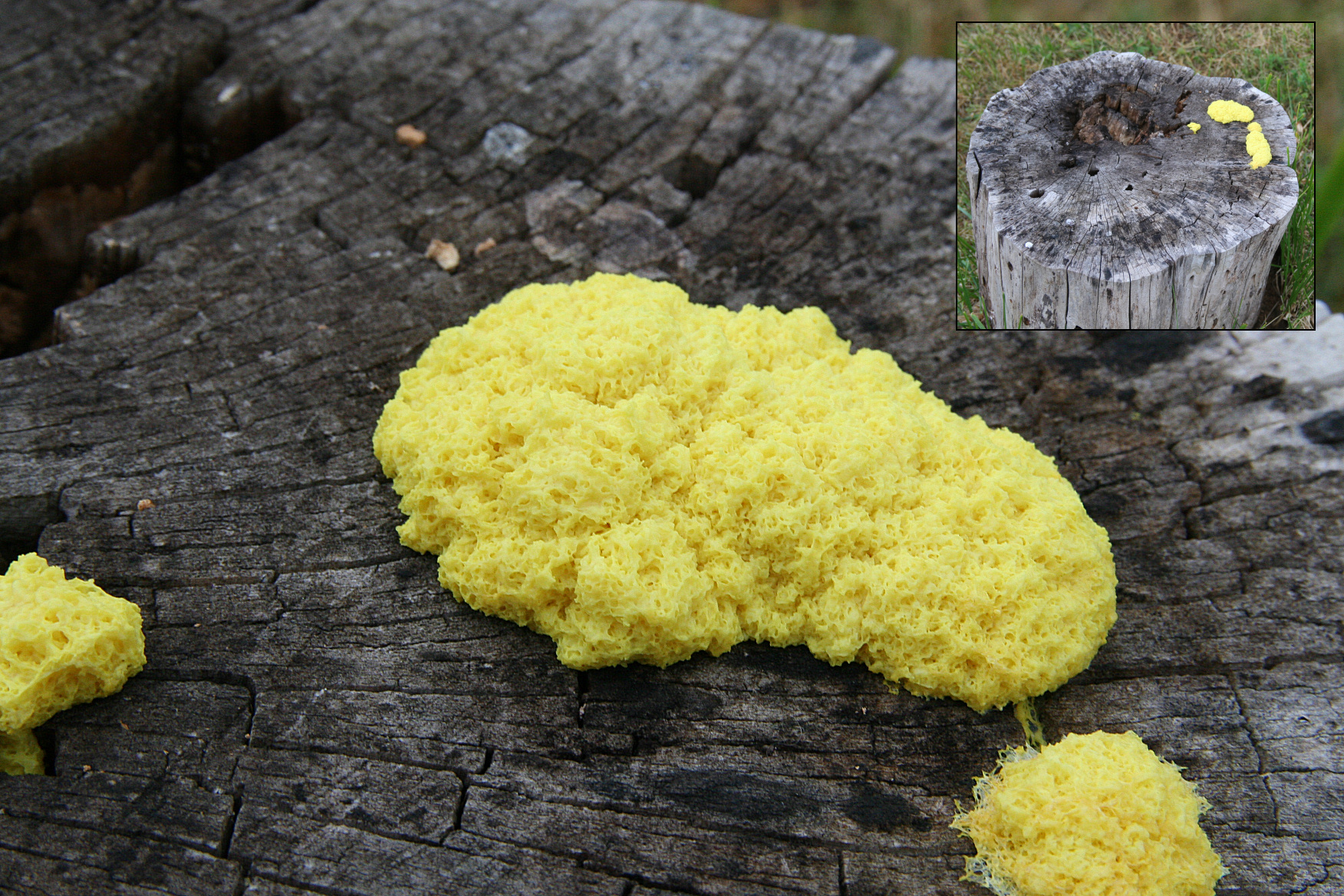
Plasmodio de un Myxomycota.

Un plasmodio es una célula multinucleada formada por división celular sin citocinesis, solo cariocinesis, al contrario que el sincitio, que es por fusión de varias células. 
Estos agregados tienen forma de masa gelatinosa, y suelen producirse en alguna etapa del ciclo vital de algunos protistas, como el protozoo de la malaria (Plasmodium) así como en un endocomensal de las ranas y sapos, Opalina.
Los plasmodios se presentan también en los mohos mucilaginosos. Se encuentran en ambientes húmedos deslizándose muy lentamente por el sustrato en busca de las partículas de alimento.